# Al-Šáfí
Abú Abdilláh Muhammad ibn Idrís al-Šáfí (28. srpna 767 Gaza – 19. ledna 820 Fustat) byl arabský islámský učenec narozený na území dnešní Palestinské samosprávy (tehdy Abbásovský chalífát). Je tvůrcem jedné ze čtyř hlavních právních škol islámu, tzv. šáfiovského mazhabu, která nese i jeho jméno, a která byla do 16. století nejvlivnější islámskou právní školou. Šáfí se ve svém hlavním díle Risála fi usúl al-fiqh (Traktát o základech fiqhu) snažil stanovit meze každého ze čtyř zdrojů práva (qijás, idžmá, istihsán a stisháb). Byl žákem Málika ibn Anase. Žil a působil v Mekce, Medíně, Bagdádu, též v Jemenu a Egyptě, kde zemřel. Biografické zdroje o něm jsou poměrně pozdní a obsahují spíše legendy a řadu fantastických prvků. Podle nich se měl například v sedmi letech naučit Korán zpaměti a každý den ho přeříkat při modlitbě. Měl být též dokonalým lukostřelcem a šachistou. Patrně měl fotografickou paměť, podle jedné z legend si při čtení knihy vždy zakrýval protilehlou stránku se zdůvodněním, že při náhodném jejím zahlédnutí by si ji mohl zapamatovat.